# Madonna dello Zodiaco
La Madonna dello Zodiaco è un dipinto tempera su tavola (61x41 cm) di Cosmè Tura, databile al 1459-1463 circa e conservato nelle Gallerie dell'Accademia a Venezia.
Il dipinto proviene da Merlara ed era proprietà della famiglia Bertoldi. Potrebbe essere stato eseguito per adornare l'antica chiesetta di S. Nicola (ora distrutta, ne rimane un capitello), che per vari secoli fu oratorio privato posseduto da tale famiglia. Ricerche storiche più accurate attendono di essere svolte per chiarire meglio la storia dell'opera d'arte.

## Descrizione e stile
Dentro una finta cornice lignea, la Madonna si affaccia col Bambino in braccio, tra due grappoli d'uva pendenti con sopra cardellini, doppio rimando al sacrificio eucaristico di Gesù. Nella parte inferiore si legge l'iscrizione "SVIGLIA EL TUO FIGLIO DOLCE MADRE PIA / PER FAR INFIN FELICE L'ALMA MIA".
Dietro Maria, che guarda con un'espressione dolce il figlio dormiente, si intravede uno zodiaco profilato in oro (in parte perso), che allude al ruolo di Cristo come "cronocratore", cioè signore del Tempo cosmico. Si riconoscono in particolare i segni dell'Acquario e dei Pesci, mentre altri sono andati perduti. Maria indossa un manto blu, una veste rossa e un velo bianco in testa, sbalzato da pieghe metalliche come tipico dello stile dell'artista. Tutto è illustrato con un segno grafico preciso e con colori a effetto "smaltato".
In alto si trova poi una lunetta con angeli che reggono il trigramma di Cristo promosso da san Bernardino da Siena.